# 含氧酸

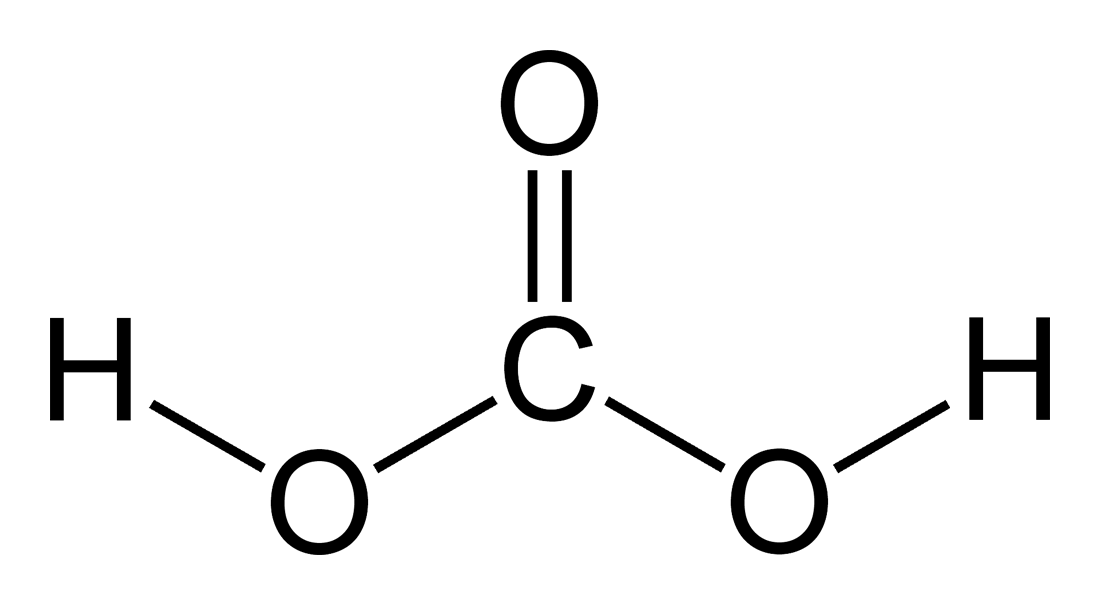
碳酸是簡單含氧酸

含氧酸、有氧酸、帶氧酸是由含氧酸根与其化合价相同的氢原子化合成的化合物。

## 命名方法
同元素各含氧酸按其氧原子数顺序冠以高／過、（正）、亚、次。除鹵族和錳族，氧化態最高的有氧酸名为（正）某酸，比其氧原子数多的冠以高字，比其少的冠以亚字，更少的冠以次字。鹵族和錳族氧化態最高的酸則叫高／過某酸，其次才是（正）、亚、次，如：
| 族     | 鹵族（族17） | 鹵族（族17） | 鹵族（族17） | 鹵族（族17） | 氧族（族16） | 氧族（族16） |
| 元素   | 氯           | 氯           | 氯           | 氯           | 硫           | 硫           |
| 氧化態 | 7            | 5            | 3            | 1            | 6            | 4            |
| 式     | HClO4        | HClO3        | HClO2        | HClO         | H2SO4        | H2SO3        |
| 有氧酸 |              | 氯酸         | 亞氯酸       | 次氯酸       | 硫酸         | 亞硫酸       |

### 原酸
含氧酸根的化合价与氧原子数相同的酸稱原酸，命名为原某酸，如：
| H6SO6  | 原硫酸 |
| H5PO5  | 原磷酸 |
| H4CO4  | 原碳酸 |
| H6TeO6 | 原碲酸 |
| H4SiO4 | 原硅酸 |

### 偏酸
正酸缩去一分子水而成的酸，称为偏酸，如：
| 正酸 | 正酸   | 偏酸   | 偏酸   |
| 名称 | 化学式 | 名称   | 化学式 |
| ---- | ------ | ------ | ------ |
| 磷酸 | H3PO4  | 偏磷酸 | HPO3   |
| 硼酸 | H3BO3  | 偏硼酸 | HBO2   |
| 矽酸 | H4SiO4 | 偏矽酸 | H2SiO3 |

### 焦酸／重酸
由两粒简单含氧酸缩去一分子水，常名为焦酸或重酸。
如：
- 2H2SO4－H2O　→　H2S2O7（焦硫酸）
- 2H2CrO4－H2O　→　H2Cr2O7（重铬酸）

### 过酸
过酸是有过氧链（－O－O－）的酸，如过氧乙酸、间氯过氧苯甲酸等。

## 含氧酸盐
含氧酸盐是指含氧酸全部氢原子以金属离子取代的盐类，如：

碳酸亚铁是简单含氧酸盐

| 名称     | 化学式 |
| -------- | ------ |
| 碳酸亚铁 | FeCO3  |